# Gymnocharacinus
Gymnocharacinus é um género de peixe da família Characidae.
Este género contém as seguintes espécies:
- Gymnocharacinus bergii